# Latania lontaroides
Latania lontaroides é uma palmeira da família Arecaceae, endêmica da ilha de Reunião.